# Yealand Conyers
Yealand Conyers är en by i civil parish The Yealands, i distriktet Lancaster, i Storbritannien. Den ligger i grevskapet Lancashire och riksdelen England, i den centrala delen av landet, 300 km nordväst om huvudstaden London. Yealand Conyers var en civil parish från 1866 till 2024 då den blev en del av The Yealands. Civil parish hade 198 invånare år 2021.